# 魏光燾
魏 光燾（ぎ こうとう）は、清末の政治家。もとの名は光邴。別名は午荘。字は遷善、号は湖山老人。
湖南省宝慶府邵陽県（現在の湖南省邵陽市隆回県）出身。1856年、湘軍に入り、江西省・広西省・浙江省・福建省などで太平天国軍と戦った。1868年より左宗棠に従って、陝西省・甘粛省で回民蜂起軍と戦った。さらに左宗棠がヤクブ・ベクの乱鎮圧に向かうと、これに従い軍事と政治の両面で支えた。ヤクブ・ベクの乱の平定後に新疆省が設置されると初代の新疆布政使に任命された。
その後、陝西巡撫、陝甘総督、雲貴総督、両江総督、南洋大臣、総理各国事物大臣の職を歴任した。両江総督の在任中には劉坤一・張之洞の後を継いで三江師範学堂（現在の南京大学）を開校させた。1905年に引退し郷里に帰った。辛亥革命発生後に湖広総督に起用されたが就任しなかった。
著書には『勘定新疆記』『湖山老人自述』がある。
| 先代劉錦棠 | 新疆巡撫1889年 - 1891年 | 次代陶模 |

| 先代張汝梅 | 陝西巡撫1896年 - 1899年 | 次代李有棻 |

| 先代陶模 | 陝甘総督1899年 - 1900年 | 次代崧蕃 |

| 先代崧蕃 | 雲貴総督1900年 - 1902年 | 次代丁振鐸 |

| 先代張之洞 | 両江総督1903年 - 1904年 | 次代李興鋭 |

| 先代李興鋭 | 閩浙総督1904年 - 1905年 | 次代升允 |

| 先代袁世凱 | 湖広総督1911年 | 次代段祺瑞 |